# جوزيف دبليو. إستابروك
جوزيف دبليو. إستابروك (بالإنجليزية: Joseph W. Estabrook)‏ هو كاهن كاثوليكي وضابط أمريكي، ولد في 19 مايو 1944 في كينغستون في الولايات المتحدة، وتوفي في 4 فبراير 2012 في هيوستن في الولايات المتحدة.